# أولاد النيكل
أولاد النيكل هو فيلم دراما تاريخية أمريكي صدر عام 2024 مقتبس من رواية أولاد النيكل التي كتبها كولسون وايتهيد عام 2019. أخرج الفيلم راميل روس، الذي شارك في كتابة السيناريو مع جوسلين بارنز، وشارك في بطولته إيثان هيريس وبراندون ويلسون، إلى جانب هاميش لينكلاتير وفريد هيكينجر ودافييد ديجز وأونجانو إيلز. تدور القصة حول صبيين أمريكيين من أصل أفريقي، إل وود وترنر، تم إرسالهما إلى مدرسة إصلاحية مسيئة في فلوريدا في الستينيات. الفيلم مستوحى من مدرسة دوزير للبنين، وهي مدرسة إصلاحية مغلقة الآن في فلوريدا اشتهرت بمعاملتها المسيئة للطلاب.
تم تصوير الفيلم من حكاية المتكلم، وتم التصوير في لويزيانا في أواخر عام 2022. عُرض الفيلم لأول مرة في مهرجان تيلورايد السينمائي الحادي والخمسين في 30 أغسطس 2024، وتم إصداره بشكل محدود في دور العرض بواسطة MGM في 13 ديسمبر 2024. تم تسميته كواحد من أفضل 10 أفلام لعام 2024 من قبل معهد الفيلم الأمريكي وحصل على العديد من الجوائز، بما في ذلك ترشيح أفضل فيلم درامي في حفل توزيع جوائز الغولدن غلوب الثاني والثمانون وترشيح أفضل فيلم في حفل توزيع جوائز الأوسكار السابع والتسعين.

## روابط خارجية
- الموقع الرسمي
- أولاد النيكل  على قاعدة بيانات الأفلام على الإنترنت (بالإنجليزية).